# De causis corruptae eloquentiae
De causis corruptae eloquentiae (Sulle cause della corruzione dell'eloquenza) è un'opera perduta dello scrittore latino Quintiliano.
Dato che l'opera non è giunta fino a noi, non possiamo affermare con sicurezza quale ne fosse il contenuto, tuttavia, date le idee che l'autore manifesta nella sua opera maggiore, l'Institutio oratoria, si può tentare di ricostruire il suo pensiero.

## Il tema
Nel corso del I secolo d.C. si pose all'attenzione dei letterati latini un problema scottante: la grande oratoria, quella che aveva reso famosa l'aula del senato di Roma al tempo di Cicerone, sembrava ormai solo un ricordo del passato.

## Differenti analisi e soluzioni
Le posizioni dei letterati latini sulle ragioni della decadenza dell'eloquenza si possono così sinteticamente riassumere:
1. Le scuole hanno perduto la loro capacità di istruire, soprattutto per via della mancanza di insegnanti adeguati. Il livello qualitativo da esse garantito è così basso che i giovani non sono più preparati come un tempo e, dunque, non possono competere con i grandi modelli del passato.
2. Il contesto politico è mutato: al tempo di Cicerone le decisioni importanti venivano assunte dal Senato dopo una discussione assembleare in cui ciascuno doveva far valere la propria posizione sugli avversari. Nel tempo presente le libertà repubblicane sono scomparse, tutte le decisioni più importanti vengono prese dall'imperatore e dalla sua corte e, pertanto, è venuta meno l'esigenza stessa di avere validi oratori.

La prima linea di pensiero può essere ricondotta proprio a Quintiliano che, infatti, venne scelto dai Flavi per compiere quella che, modernamente, si potrebbe definire una riforma radicale del sistema scolastico, dei programmi di insegnamento e delle linee pedagogiche della scuola statale (come è testimoniato dall'Institutio).
La seconda, invece, fa capo a Tacito e ne è prova il Dialogus de oratoribus.
| Controllo di autorità | VIAF (EN) 184718984 |